# هنرمند شایسته فدراسیون روسیه
هنرمند شایستهٔ فدراسیونِ روسیه (روسی: Заслуженный артист) یک عنوان افتخاری در اتحاد جماهیر شوروی سوسیالیستی، فدراسیون روسیه، جمهوری‌های اتحاد جماهیر شوروی، جمهوری‌های خودگردان، برخی کشورهای بلوک شرق و همچنین تعدادی از کشورهای پساشوروی است.
این عنوان را دولتِ ملی، به بازیگران، کارگردانان، نویسندگان، هنرمندان رقص، خواننده‌ها، نقاشان، معمارها و هنرمندان دیگر بابت دستاوردهای شگرف و عالی‌شان در هنر و فرهنگ اهدا می‌شود. الگوی پایه‌گذاری این عنوان افتخاری، یک عنوان افتخاری آلمانی برای «خوانندگان برجستهٔ اپرا» بود که توسط پادشاهان و شاهزادگان اعطا می‌شد.